# Salem (Connecticut)
Salem város az USA Connecticut államában, New London megyében. Lakosainak száma 4213 fő (2020. április 1.).

## Népesség
A település népességének változása:

| 2010 | 4 151 |
| 2020 | 4 213 |